# XXe siècle av. J.-C.
Voir aussi : Liste des siècles, Chiffres romains

## Évènements
- Vers 2000 av. J.-C.  : calice en or du « trésor de Quetta »[1], unique dans la vallée de l’Indus et au Baloutchistan (des vases semblables du début du IIe millénaire av. J.-C. ont été découverts en Bactriane).

### Afrique
- 2050-1750 av. J.-C.  : culture du Kerma moyen en Haute Nubie[2].

- 2040-1710 av. J.-C. : Moyen Empire. Montouhotep II réunifie le pays, et la capitale est à Thèbes, puis à Itchtaouy au sud de Memphis[3]. C'est une époque de paix et de prospérité, cependant troublée par l'invasion des Hyksôs.

### Proche-Orient
- 2017-1763 av. J.-C. : période d'Isin-Larsa en Mésopotamie[4].

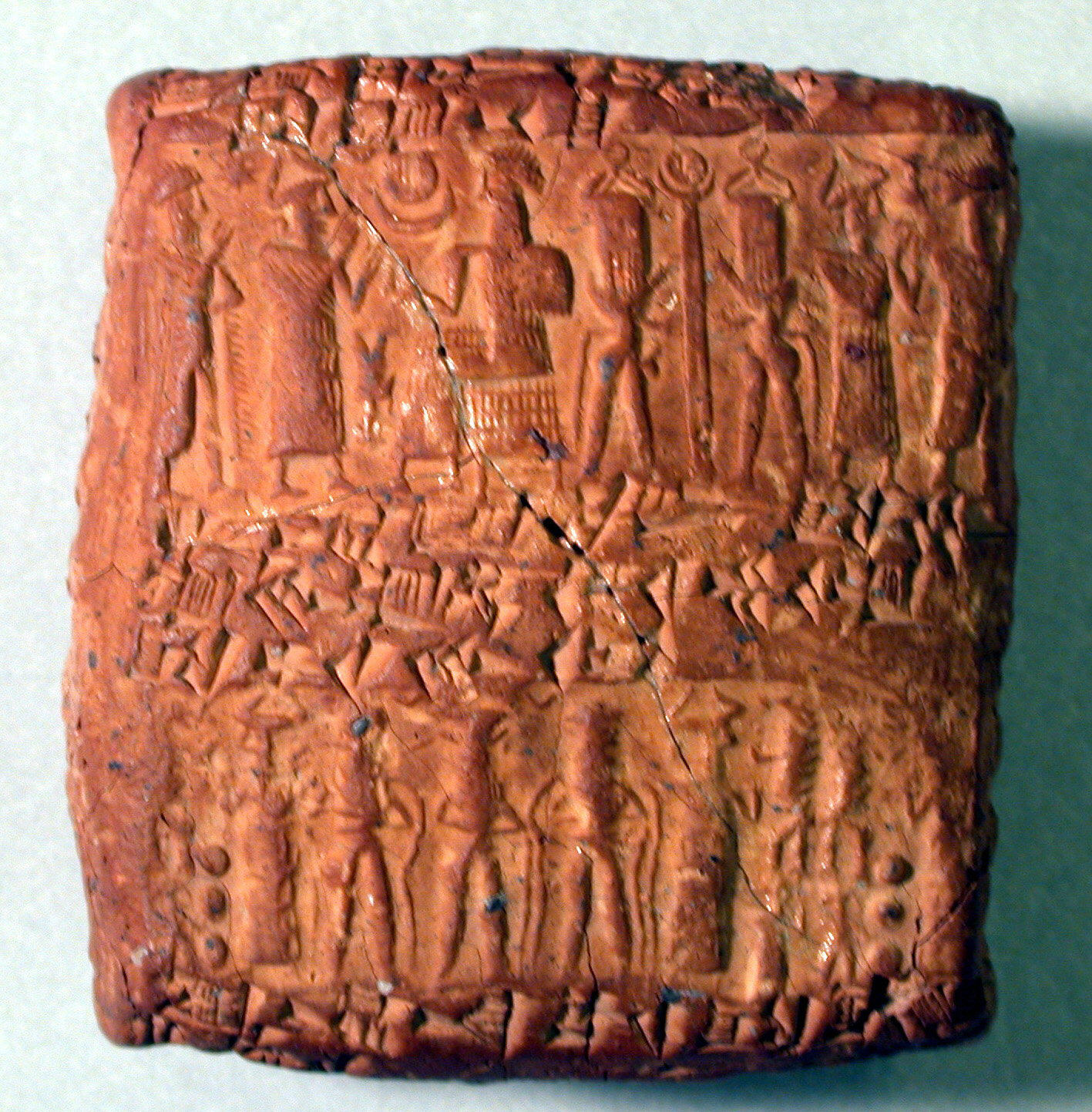
Tablette d'argile découverte à Kültepe portant une impression de sceaux-cylindres et une écriture cunéiforme (quittance pour un prêt de cuivre).

- 2000-1800 av. J.-C. : bronze moyen II en Anatolie[5]. Les archives des colonies marchandes assyriennes écrites en akkadien découvertes à Hattusa, Ankuwa et Kültepe font entrer l’Anatolie dans l’Histoire. Les Assyriens achètent de la laine, du cuivre, et vendent aux Anatoliens de l’étain et des tissus fins[6]. L’onomastique montre qu’au début du IIe millénaire av. J.-C., trois groupes occupent l’Anatolie : les proto-hittites, ou Hattis, qui rassemblent toutes les populations établies de longue date et qui ont souvent fusionné. Ensuite les Hourrites, numériquement dominant dans certaines régions, parfois maîtres de cités. Enfin les Hittites qui parlent des langues apparentées comme le nésite (« langue de Nesha »), le palaïte et le louvite, que l’on retrouve dans les territoires occidentaux[7]. Les Hittites, peuple indo-européen venu de l’est de l’Europe par le Bosphore ou le Caucase sont arrivés, au moins pour certains d’entre eux (louvites), au IIIe millénaire av. J.-C.[5], comme le suggèrent les affinités profondes existant entre la civilisation hittite et celles de cités comme Alaca Hüyük. Le mot « Hittite » regroupe trois peuples (luwili, palaumnili, nashili) arrivés à des époques différentes mais parlant des langues très proches. C’est par petits groupes, sporadiquement, qu’ils se sont installés au pays des Hattis[6]. L’impression domine donc qu’ils n’ont représenté qu’une minorité et leur langue ne comporte pas plus de 20 % de mots indo-européens. Les Hittites adoptent un système hiéroglyphique propre de 400 signes environ, mis lentement en place à partir du début du IIe millénaire av. J.-C. Il est utilisé dans les inscriptions monumentales ou dans les sceaux à partir du XIVe siècle av. J.-C. Il survivra un peu à l’effondrement de l’empire, mais n’aura pas de réelle postérité.

- 2000–1800 av. J.-C. : renaissance de la ville d’Ebla, en Syrie[8].
- Vers 2000 av. J.-C. :
  - Ougarit, en Syrie, commerce avec la Crète[8] ;
  - temple des obélisques de Byblos[8].

### Europe
- Vers 2000 av. J.-C. :
  - époque des plus anciens vestiges indiscutables de chars de combat attelés de chevaux découverts à Krivoe Ozero, au sud de l'Oural, en Ukraine (culture de Sintashta)[9]. L’invention de la roue à rayons et à jante, plus légère, permet la construction de chars de guerre ;
  - destruction de Troie lors des migrations indo-européennes[10].

- 2000-1800 av. J.-C. : 
  - âge du bronze moyen I en Grèce[11].

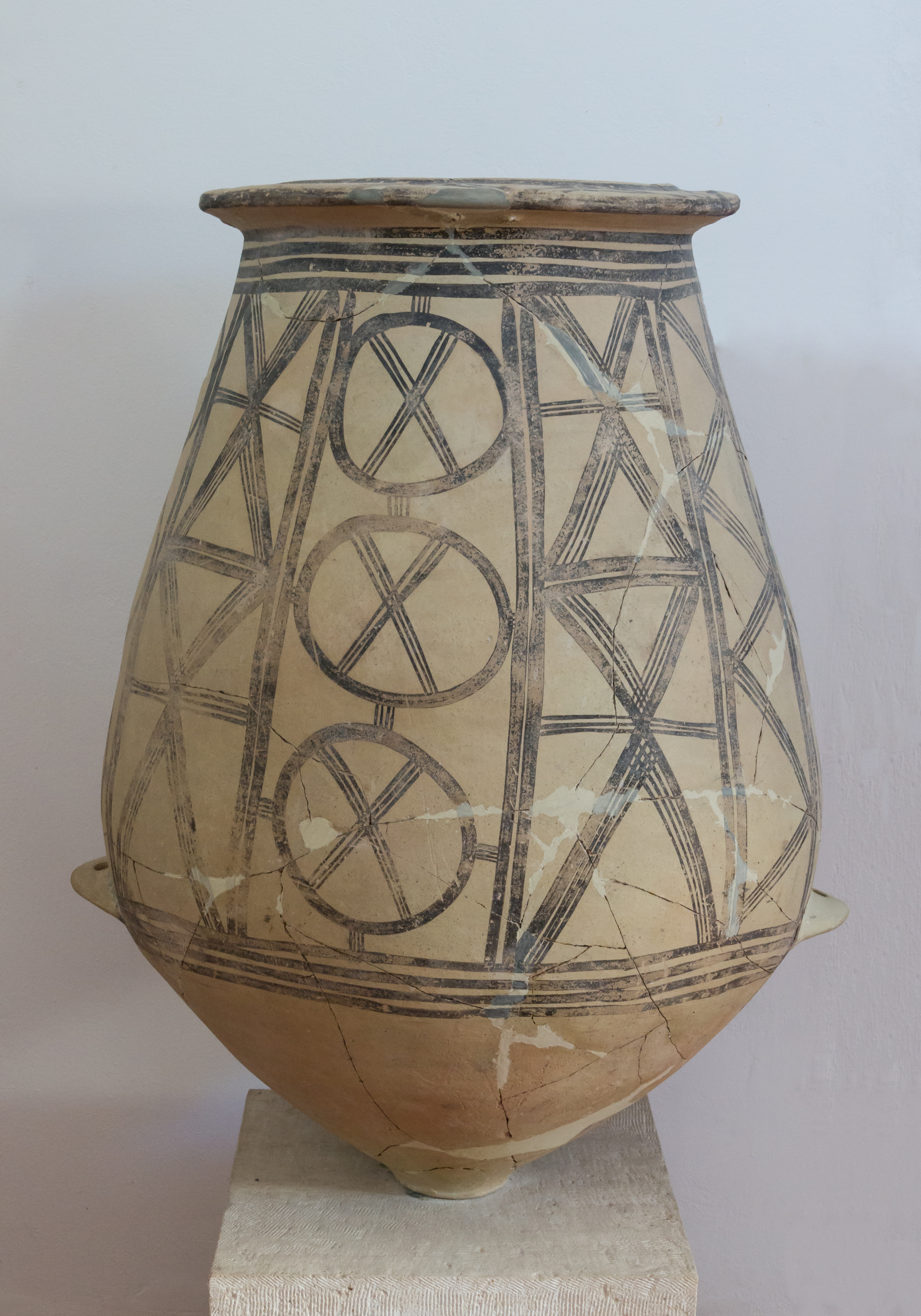
Jarre de stockage du Bronze moyen découverte à Égine.

  - Helladique moyen en Grèce continentale ; la destruction des principaux sites de l’Helladique ancien vers 2000 av. J.-C., qui reste une énigme, est suivie d’une dépopulation durable et d’une stagnation économique pendant l’Helladique moyen[12]. Des populations indo-européennes, probablement proto-helléniques, venues par petites touches et par petits groupes du Nord ou du Nord-est vers la péninsule balkanique et l’Asie mineure, se mélangent avec les populations indigènes. Cette culture, d'abord identifiée comme minyenne (Schliemann), avec sa céramique monochrome lissée, reste villageoise et peu hiérarchisée. Certains historiens ont comparé cette descente à celle plus tardive des Doriens, et l’ont attribuée aux Ioniens (Mylonas) ou aux Achéens, principaux porteurs de la civilisation mycénienne pendant l’helladique récent[13]. Les habitats sont des hameaux ou des petits villages, à maisons de forme souvent absidiale (Lerna, Asinè, Malthi, Eutrésis, Mycène) ; les habitants sont agriculteurs (oliviers, vignes, céréales), éleveurs (ovins, bovins), pratiquent la chasse mènent déjà des raids maritimes de pillage. L’étude des sépultures (tombes à ciste, puis tombes à chambre et tholoi à la fin de la période) indique une évolution de la société vers plus de hiérarchisation, comme la présence d’objet de luxe l’atteste dès 1700 av. J.-C. (orfèvrerie et bijoux d’or et d’argent, vaisselle de bronze, défenses de sanglier)[12].
  - dans les Cyclades, croissance des villes, souvent fortifiées. Développement de la métallurgie et des structures économiques. Échanges avec la Grèce et la côte Anatolienne. Disparition totale des figurines en marbre[11] ;
  - le site de Kolonna, à Égine, avec ses remparts puissants, son importance commerciale, la présence sur ses vases de « marques de potiers », possède une organisation politique avancée. Les vases cycladiques y transitent. La ville produit elle-même des céramiques et des meules de pierre, exportées vers l’Attique, la Béotie, l’Argolide et l’Eubée. On y a trouvé le premier four métallique complexe de cette époque[11] ;
  - le trafic de lingots de cuivre et d’étain se développe entre l’Égée, le Levant et Chypre pendant le Bronze moyen[14] puis la Méditerranée occidentale (Italie du sud, Sicile, Sardaigne au XVe siècle av. J.-C.).

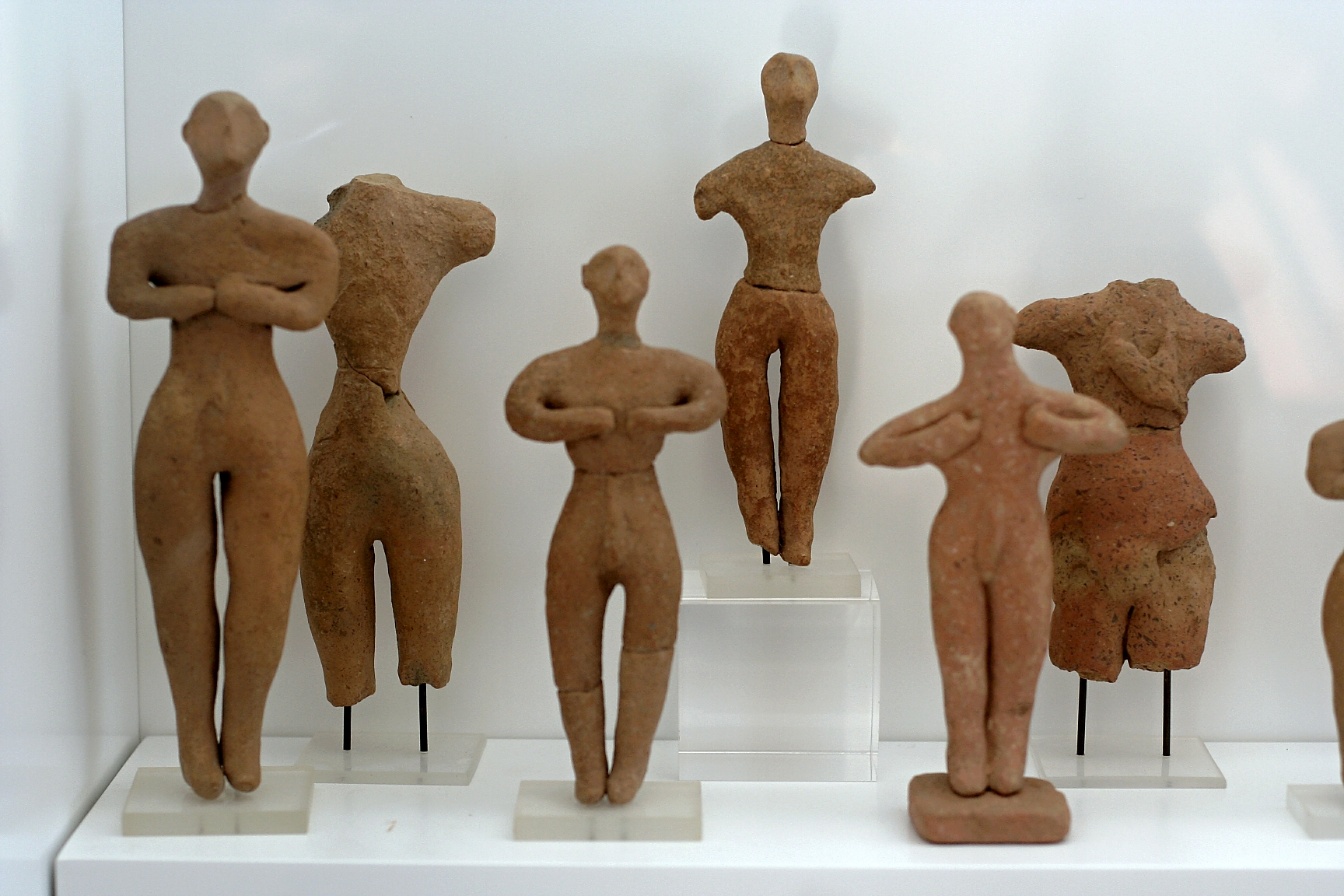
Figurines masculines en argile retrouvées à Petsofas, près de Palékastro.

- 2000–1700 av. J.-C. : la civilisation minoenne aborde sa période paléopalatiale. C'est durant cette période que sont construits les premiers palais à Cnossos, Phaistos, Malia, Aghia Triada, et Zakros dans les plaines les plus fertiles de l'île. Des agglomérations urbaines apparaissent, qui succèdent, sur le même emplacement, à des communautés agricoles restreintes. Ces premiers palais sont des édifices prestigieux, organisés autour d’une cour rectangulaire, qui comportent des magasins de stockage, des pièces à fonction religieuse et des salles d’apparat avec colonnes. Ils supposent un pouvoir central et la participation de la communauté pour leur construction. La civilisation crétoise utilise des bateaux à voiles, qui permettent un commerce prospère avec l’Égypte (vases de pierre, ivoires, sceaux égyptiens contre poterie crétoise, cuivre, étain, lin, laine, bois, etc.). Des relations régulières semblent exister avec les Cyclades (Théra, Mélos, Céos) et Égine, et de là avec l’Attique et la Thessalie. Une colonie crétoise est attestée à Castri, sur l’île de Cythère, qui permet les relations avec le Péloponnèse (Lerne et Haghios Stéphanos)[11]. La société crétoise semble être une société de justice et de liberté, où le développement de l’économie de marché et une importante division du travail vont de pair avec l’individualisme et la libération de tous les éléments de l’esprit et de la culture. La femme a une position forte à tous les niveaux de la vie économique, sociale, politique et religieuse. Sa prospérité conduit la Crète à un éblouissant épanouissement culturel.